# Енхедуана
Енхедуана (En-hedu-ana) (2285 г. пр.н.е. – 2250 г. пр.н.е.), също и като Енхедуанна, означаващо „повелителка, принадлежаща на Ану“ или „висша жрица, принадлежаща на Ану“ (Ану – небето, небесата, рая) е била акадска жрица на Луната или Нанна в Ур. Тя първа е държала титлата „Ен жрица“, роля от огромно политическо значение, често държана от кралски дъщери. 
Тя често е смятана от изследователите в литературата и историята като най-ранния писател или автор, известен по име, нейните неозаглавени събрани религиозни работи често са наричани Химни към Инана, Химни на Енхедуана към Инана или само Химни на Енхедуана, като представляват най-старите примери за литература в писмената история. Те са и първите, които използват първоличен изказ в наратива.